# Сокрытие (программирование)
Сокрытие в программировании — принцип проектирования, заключающийся в разграничении доступа различных частей программы ко внутренним компонентам друг друга. В одних языках (например, C++) термин тесно пересекается (вплоть до отождествления) с инкапсуляцией, в других (например, ML) эти понятия абсолютно независимы. В некоторых языках (например, Smalltalk или Python) сокрытие отсутствует, хотя возможности инкапсуляции развиты хорошо. Полное сокрытие также обеспечивает лексическая область видимости (используемая в таких языках как Scheme и Standard ML), которая во многих задачах делает ненужным применение средств инкапсуляции.